# Bicinicco
Bicinicco (tiếng Friulia Bicinins) là một đô thị ở tỉnh Udine trong vùng Friuli-Venezia Giulia thuộc Ý, có cự ly khoảng 50 km về phía tây bắc của Trieste và khoảng 15 km về phía nam của Udine. Tại thời điểm ngày 31 tháng 12 năm 2004, đô thị này có dân số 1.848 người và diện tích là 15,9 km².
Đô thị Bicinicco có các frazioni (đơn vị cấp dưới, chủ yếu là các làng) Cuccana, Felettis, và Griis.
Bicinicco giáp các đô thị: Castions di Strada, Gonars, Mortegliano, Pavia di Udine, Santa Maria la Longa.